# Écluse de Laurens
L'écluse de Laurens sont une échelle d’écluses ou une série de trois écluses sur le canal du Midi. Construite vers 1674, elle se trouve à 58,7 km de Toulouse à 180 m d'altitude. Les écluses adjacentes sont l'écluse de la Domergue à l'est et l'écluse du Roc, à l'ouest.
Elle est située sur la commune de Mas-Saintes-Puelles dans le département de l'Aude en région Occitanie.
L'écluse triple est inscrite au titre des monuments historiques depuis 1996. La maison éclusière est inscrite depuis 1997.